# البارقية
البارقية ناحية إدارية وبلدة تقع في منطقة صافيتا في محافظة طرطوس. تقع إلى الشرق من مدينة صافيتا قرب حدود محافظة حمص.

خارطة لمحافظة طرطوس